# Lipotriches bechuanella
Lipotriches bechuanella är en biart som först beskrevs av Cockerell 1939.  Lipotriches bechuanella ingår i släktet Lipotriches och familjen vägbin. Inga underarter finns listade i Catalogue of Life.